# 達特茅斯 (麻薩諸塞州)
達特茅斯（英語：Dartmouth）是一個位於美國麻薩諸塞州布里斯托縣的鎮。

## 人口
根據2020年美國人口普查的數據，達特茅斯的面積為252.60平方千米，當中陸地面積為157.80平方千米，而水域面積為94.80平方千米。當地共有人口33783人，而人口密度為每平方千米134人。